# Thorild Olsson
Thorild Olsson, född 26 november 1886, död 19 mars 1934, var en svensk medeldistanslöpare som tävlade för GIF Göteborg och Örgryte IS.
1909 kom Olsson vid SM-tvåa i terränglöpning 8 000 m efter Georg Pettersson.
Vid OS i Stockholm 1912 var Thorild Olsson med och tog silvermedalj som medlem i det svenska laget på 3 000 m laglöpning (de andra var John Zander, Ernst Wide, Bror Fock och Nils Frykberg). Han kvalificerade sig till final på 5 000 meter, men startade inte.